# Copris anceus
Copris anceus är en skalbaggsart som beskrevs av Olivier 1789. Copris anceus ingår i släktet Copris och familjen bladhorningar. Inga underarter finns listade i Catalogue of Life.